# Oliver Smithies
Oliver Smithies (Halifax, Yorkshire del Oeste, 23 de junio de 1925-Chapel Hill, Carolina del Norte, 10 de enero de 2017) fue un genetista británico, cogalardonado con el Premio Nobel de Medicina y Fisiología del año 2007, acreditado por la introducción del almidón en electroforesis en gel en 1955, y por descubrir, simultáneamente con Mario Capecchi y Martin Evans , la técnica de recombinación homóloga de ADN transgénico con ADN genómico, un método mucho más fiable para alterar genomas animales que el utilizado anteriormente, y la técnica detrás de la selección genética dirigida y los ratones knock-out.

## Biografía
Smithies nació en Halifax, West Yorkshire, Inglaterra, hijo de William Smithies y su esposa Doris, de soltera Sykes. Su padre vendía seguros de vida y su madre enseñaba inglés en el Halifax Technical College. Tenía un hermano gemelo y una hermana menor. Asistió a la escuela primaria en el cercano pueblo de Copley y luego a la Heath Grammar School de Halifax. Decía que su amor por la ciencia provenía de una temprana fascinación por las radios y los telescopios.
Smithies estudió Fisiología (BA First class (1946), MA 1951) y Bioquímica (DPhil 1951) en el Balliol College de Oxford. Inspirado por los tutoriales de Alexander G. Ogston sobre la aplicación de la fisicoquímica a los sistemas biológicos, Smithies abandonó la medicina para obtener una segunda licenciatura en química.
Publicó su primer trabajo de investigación, coescrito con Ogston, en 1948. En 1951, obtuvo una maestría y un doctorado en bioquímica bajo la supervisión de Ogston; su tesis se tituló «Propiedades fisicoquímicas de soluciones de proteínas».

## Investigación
Smithies desarrolló la técnica de electroforesis en gel utilizando una matriz de almidón, como actividad complementaria a la investigación (improductiva) sobre una molécula precursora de insulina en la Universidad de Toronto.  Esto mejoró la capacidad de resolver proteínas mediante electroforesis.  En su trabajo posterior sobre electroforesis, recibió la asistencia técnica de Otto Hiller. Utilizó la electroforesis de almidón para revelar diferencias entre las proteínas plasmáticas humanas normales y, en colaboración con Norma Ford Walker, demostró que la variación era hereditaria, lo que estimuló su interés por la genética.
Durante su estancia en la Universidad de Wisconsin en la década de 1980, Smithies desarrolló la técnica de selección genética en ratones, un método para reemplazar genes individuales mediante recombinación homóloga. Mario Capecchi también desarrolló la técnica de forma independiente.  Esta investigación es la base de los métodos utilizados en todo el mundo para investigar el papel de genes específicos en una amplia gama de enfermedades humanas, como el cáncer, la fibrosis quística y la diabetes. En 2002, Smithies colaboró con su esposa, Nobuyo Maeda, en el estudio de la hipertensión arterial con ratones genéticamente modificados.

## Puestos profesionales
- 1953-1960: Connaught Medical Research Laboratory, Universidad de Toronto, Canadá
- 1960-1988: Profesor asociado y asistente de genética y genética médica, University of Wisconsin-Madison
- 1988-2017: Profesor de excelencia en Patología y Medicina de Laboratorio, University of North Carolina at Chapel Hill y profesor en la Universidad de Duke

## Premios y galardones
- 1971 - Elegido para la Academia Nacional de Ciencias de Estados Unidos
- 1978 - Elegido para la American Academy of Arts and Sciences
- 1986 - Elegido Fellow of the American Association for the Advancement of Science
- 1990 - Gairdner Foundation International Award por contribuciones a la ciencia médica
- 1993 - Carolina del Norte Galardón de ciencia
- 1998 - American Association of Medical Colleges' Galardón por Investigación Distinguida (Distinguished Research), concedido a Smithies y Capecchi
- 1998 - Elegido Miembro Extranjero de la Royal Society
- 2001 - Smithies fue galardonado con la Albert Lasker Award for Basic Medical Research junto con Martin Evans y Mario Capecchi por su trabajo en recombinación homóloga
- 2002 - O. Max Gardner Award, el premio más importante en la University of North Carolina at Chapel Hill, su institución de trabajo en 2007
- 2003 - Elegido al estadounidense Institute of Medicine, uno de los mayores honores recibidos en Estados Unidos por los profesionales en salud
- 2003 - Smithies recibió el Wolf Prize in Medicine, el tercer galardón más prestigioso en medicina, junto con Mario Capecchi y Ralph L. Brinster
- 2005 - La organización March of Dimes le premió con su galardón anual en Biología del Desarrollo por su investigación en dianas genéticas (gene targeting) junto con Mario Capecchi
- 2007 - Premio Nobel de Medicina y Fisiología, cogalardonado con Martin Evans y Mario Capecchi.